# Ian Brockington
Ian Fraser Brockington (* 12. Dezember 1935) ist ein britischer Psychiater.

## Leben
Brockington ist der Sohn von Colin Fraser Brockington, einem bekannten britischen Mediziner. Ian wurde zum Kardiologen ausgebildet und ging dann nach Nigeria, wo er sein Werk über Kardiomyopathie fertigstellte, diese Arbeit bildete die Grundlage für seine Doktorarbeit Heart muscle disease in Nigeria („Herzmuskelschwäche in Nigeria“).
Bei seiner Rückkehr beschloss er sich am Maudsley Hospital in Psychiatrie ausbilden zu lassen. Er entwickelte ein starkes Interesse an der Nosologie psychiatrischer Erkrankungen. Er ging als Gastprofessor nach Chicago, wo er mehrere Werke über die Nosologie psychiatrischer Erkrankungen in Zusammenarbeit mit R.E. Kendell und H.Y. Meltzer veröffentlichte. Er ging als Dozent an die Manchester University und erhielt sehr schnell einen Lehrstuhl an der University of Birmingham. Zu dieser Zeit hatte er bereits ein Interesse entwickelt an postpartalen psychiatrischen Erkrankungen und war einer der Gründer der Marcé Gesellschaft, 1990, und der Gründer der Sektion Women's Mental Health in der World Psychiatric Association. Zusammen mit Ramesh Kumar veröffentlichte er zwei Bände, Motherhood and Mental Illness, und Motherhood and Mental Illness, Causes and Consequences.
1996 erschien sein Buch Motherhood and Mental Health und kürzlich veröffentlichte er zwei weitere Bücher – Menstrual Psychosis und Eileithyia’s Mischief, benannt nach der altgriechischen Göttin der Geburt und Geburtshilfe Eileithyia.
Bekannt ist er auch für sein Hobby, die Restaurierung eines Tudor-Bauernhauses.